# Coxcatlán (San Luis Potosí)
Coxcatlán è una municipalità dello stato di San Luis Potosí, nel Messico centrale, il cui capoluogo è la omonima località.
Conta 17.015 abitanti (2010) e ha una estensione di 88,82 km².